# حزب ترقی‌خواه صباح
حزب ترقی‌خواه صباح (پارتی ماجو صباح) حزبی سیاسی در استان صباح از کشور مالزی است. این حزب در ۲۱ ژانویه ۱۹۹۴ رسماً ثبت شد و عضوی از ائتلاف حاکم بر مالزی، باریسان ناسیونال (جبهه ملی)، است.